# Euphorbia pulcherrima
Pour les articles homonymes, voir Poinsettia (homonymie).
 (décembre 2022).
Si vous disposez d'ouvrages ou d'articles de référence ou si vous connaissez des sites web de qualité traitant du thème abordé ici, merci de compléter l'article en donnant les références utiles à sa vérifiabilité et en les liant à la section « Notes et références ».
Espèce
Classification phylogénétique
Euphorbia pulcherrima est une espèce de plantes arbustives du genre Euphorbia (les euphorbes véritables) de la famille des Euphorbiaceae. Cette euphorbe arbustive est originaire d'Amérique centrale et du sud du Mexique, région dans laquelle elle peut atteindre 4 à 5 mètres de haut.  
Son ancien nom générique, Poinsettia, provient d'ailleurs de celui du premier ambassadeur des États-Unis au Mexique, Joel Roberts Poinsett. Elle est cultivée comme plante ornementale.
Ses bractées colorées rouge vif font sa valeur ornementale, les fleurs étant peu apparentes. Des variétés aux bractées roses ou blanches ont été obtenues par culture sélective.

## Noms vernaculaires

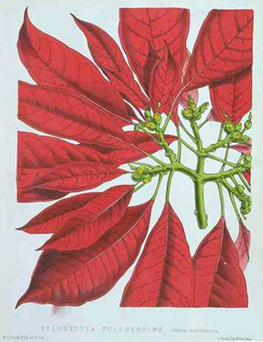
Euphorbia pulcherrima.

L'espèce est communément appelée « étoile de Noël », car ses bractées forment une étoile et elle est principalement commercialisée à l'époque de Noël dans l'hémisphère nord.
Une légende datant du xvie siècle raconte qu'au Mexique vivait Lola, une petite fille très pauvre. Elle voulait offrir un cadeau pour l'anniversaire de Jésus et avait cueilli des mauvaises herbes pour en faire un bouquet, parce qu'elle savait qu'un don humble offert avec amour était bon aux yeux de Dieu. Dans l'église, le bouquet s'est transformé en superbes fleurs rouges.
Elle est aussi commercialisée sous le nom de « poinsettia » qui est un de ses anciens noms de genre. Ce n'est pas la seule espèce qui a été rangée dans ce genre.

## Description

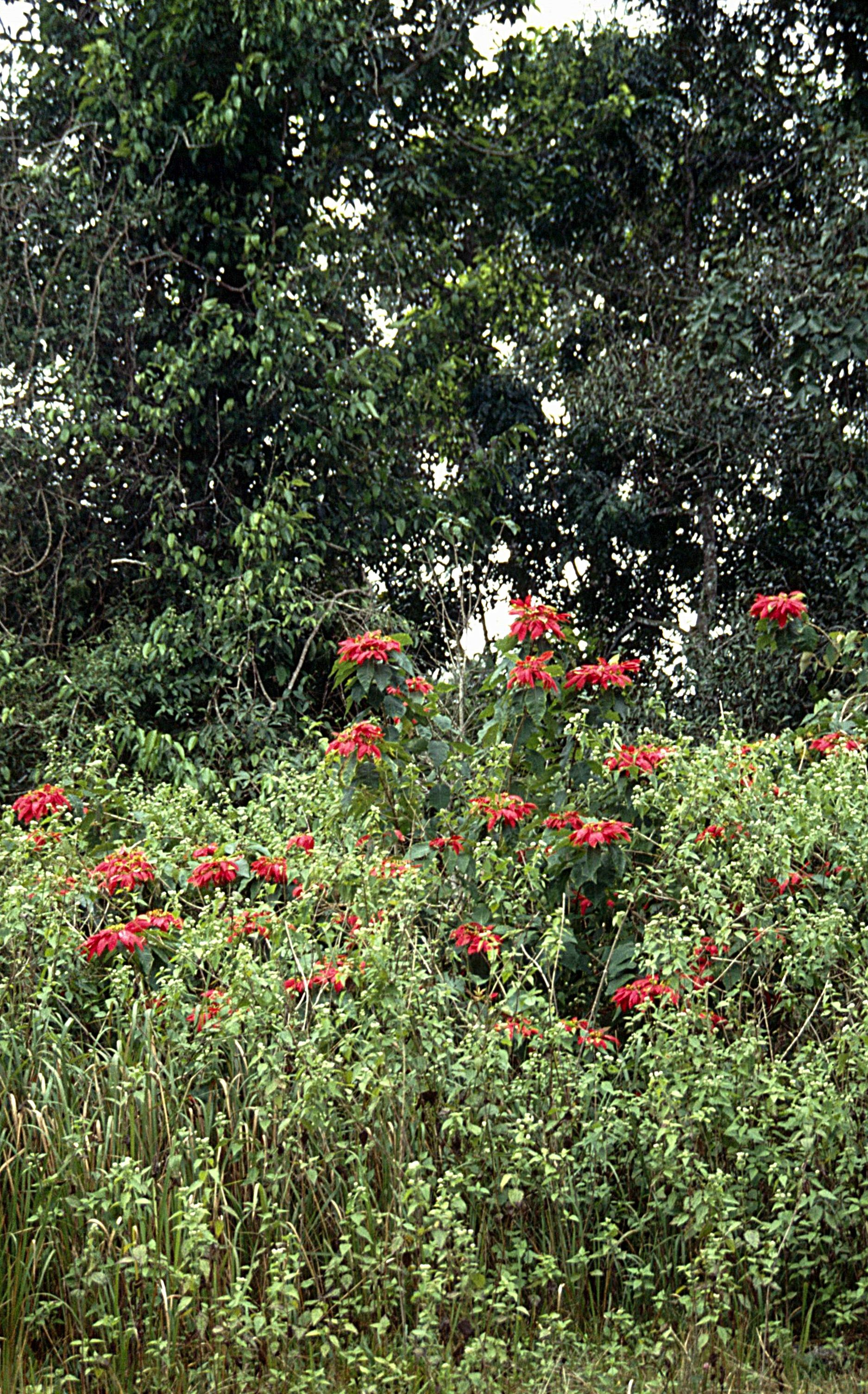
Euphorbia pulcherrima, au parc national de Khao Yai, en Thaïlande.

Les feuilles alternes sont vert foncé, acuminées à base cunéiforme et au long pétiole pouvant être coloré, aux nervures marquées et à la marge ondulée. Les bractées lancéolées prennent une couleur rouge vif (autres couleurs pour les cultivars), jouant le rôle de pétales : elles sont qualifiées de « bractée pétaloïde ». Les petites fleurs nectarifères se regroupent dans une inflorescence de capitule (fleurs mâles apétales autour d'une fleur femelle).

## Utilisation
Les premiers plants furent introduits aux États-Unis en 1825.
C'est aujourd'hui l'une des plantes en pot les plus commercialisées en Amérique du Nord et en Europe occidentale, où elle est très utilisée comme plante décorative au moment de Noël. Sa culture n'a pu se développer qu'une fois que la sélection variétale a résolu certains problèmes, tels que la sensibilité aux Phytophthora ou sa grande sensibilité aux chocs de culture qui lui faisaient perdre ses feuilles.

### Allergie et dermite
Euphorbia pulcherrima est un proche parent de l'Hévéa et possède comme lui des canaux laticifères présents dans tous les tissus de la plante. Ces canaux véhiculent un latex blanc proche du caoutchouc et contenant les mêmes protéines allergènes. Par conséquent, les personnes ayant une allergie au latex peuvent développer la même réactivité avec le Poinsettia.
Le poinsettia est connu par les horticulteurs et fleuristes pour les dermites qu’il cause.

## Culture

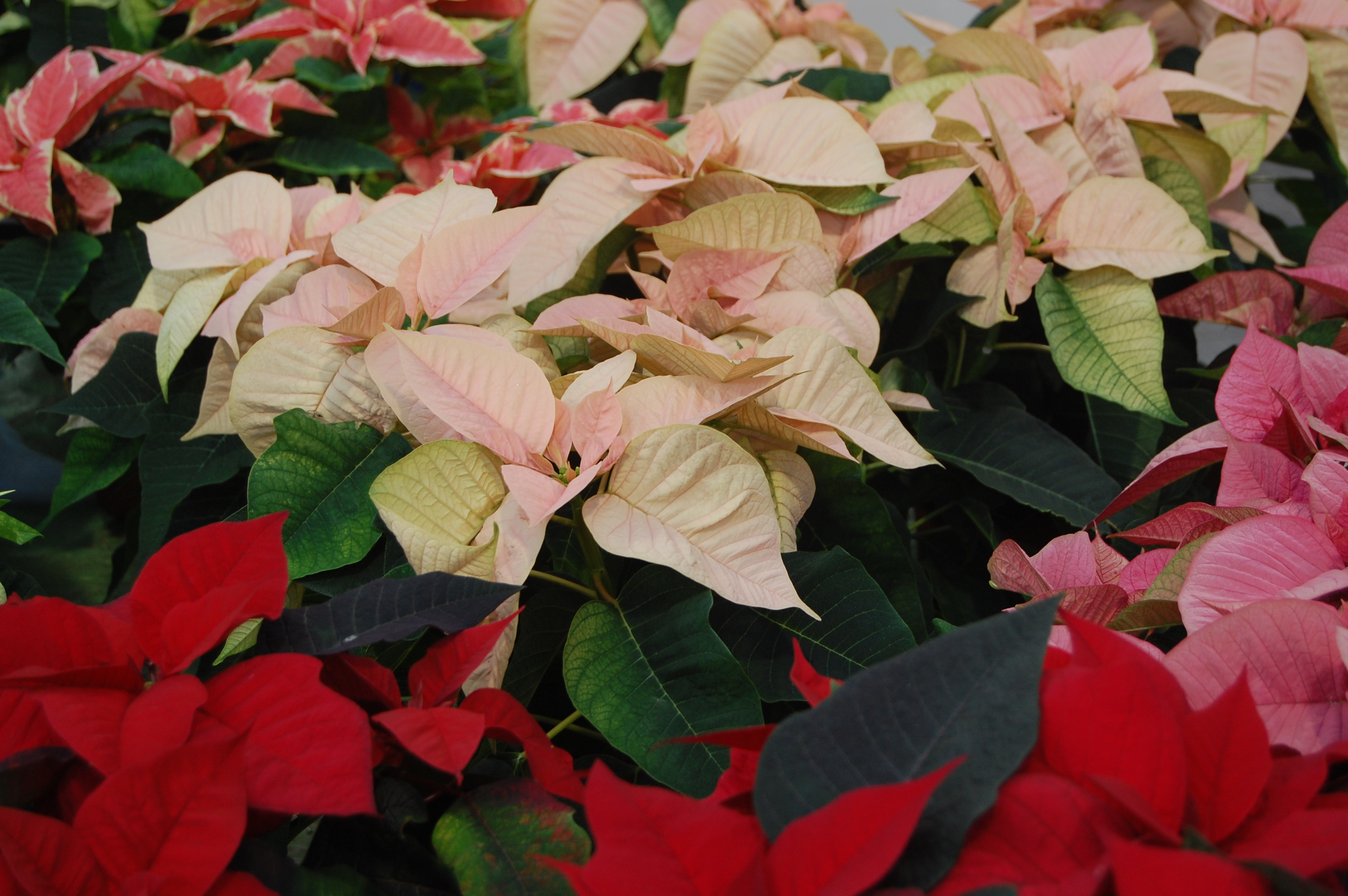

Cette espèce est une plante qui possède un système racinaire très fragile. C'est pourquoi les boutures sont le plus souvent en godets grillagés appelés giffy. Il faut donc prendre soin de ne pas trop tasser le substrat et de régler convenablement la rempoteuse. De telles précautions améliorent la prophylaxie (ensemble des mesures prises pour prévenir l'apparition ou la propagation des maladies).
La plante entre en phase de repos d"avril à septembre. Pendant cette période, on cesse les arrosages. Début septembre, on rabat la plante et on reprend les arrosages.

### Engrais
Étant une plante fragile, Euphorbia pulcherrima nécessite de nombreux soins, la fertilisation doit être soignée (suffisante, régulière et bien équilibrée), d'autant plus que la plante réagit très bien aux apports d'engrais. La nature du contenant (on conseille en général l'usage d'un pot en argile) influe beaucoup sur la conduite de la fertirrigation.
On peut par exemple utiliser en solution un engrais 21-15-15 en alternance avec un engrais 13-05-20, en fertirrigation, on les utilisera à raison de 0,5 gramme par litre en début de culture et 1 gramme par litre en milieu de culture ; en fin de culture, il est préférable de suspendre l'apport d'engrais. Plusieurs études récentes montrent l'importance du calcium dans la bonne santé de cette espèce, il est donc important de surveiller sa teneur.

### Hygrométrie
L'hygrométrie au moment de l'enracinement doit être supérieure à 90 % afin d'éviter le dessèchement et l'enroulement irréversible des feuilles, cela explique pourquoi la plupart des horticulteurs choisissent de recevoir les boutures déjà enracinées. Durant la culture, l'humidité relative de l'air devra être maintenue entre 60 % et 70 % jusqu'à la formation des bractées.

### Multiplication
La multiplication pour la production s'effectue par bouturage de pieds-mère, ces pieds-mère sont changés tous les ans pour avoir des plantes vigoureuses ; ils sont éclairés pour empêcher l'induction florale qui ne se produit pas si la durée du jour est supérieure à quinze heures. Le bouturage proprement dit est un bouturage de tête ; les Euphorbiacées étant des plantes lactescentes, pour éviter qu'elles ne se vident de leur latex, on les trempe dans l'eau tiède, ce qui stoppe l'écoulement. Un papier journal mouillé évite le flétrissement des boutures avant leur mise en substrat. Les boutures sont impérativement mises en substrat le jour même. Une phytohormone de bouturage (auxines et acide indolbutyrique) se révèle nécessaire. Elles patienteront quatre semaines, le temps qu'elles s'enracinent, avant d'être expédiées par cartons aux horticulteurs.

### Obscurcissement (ou occultation)

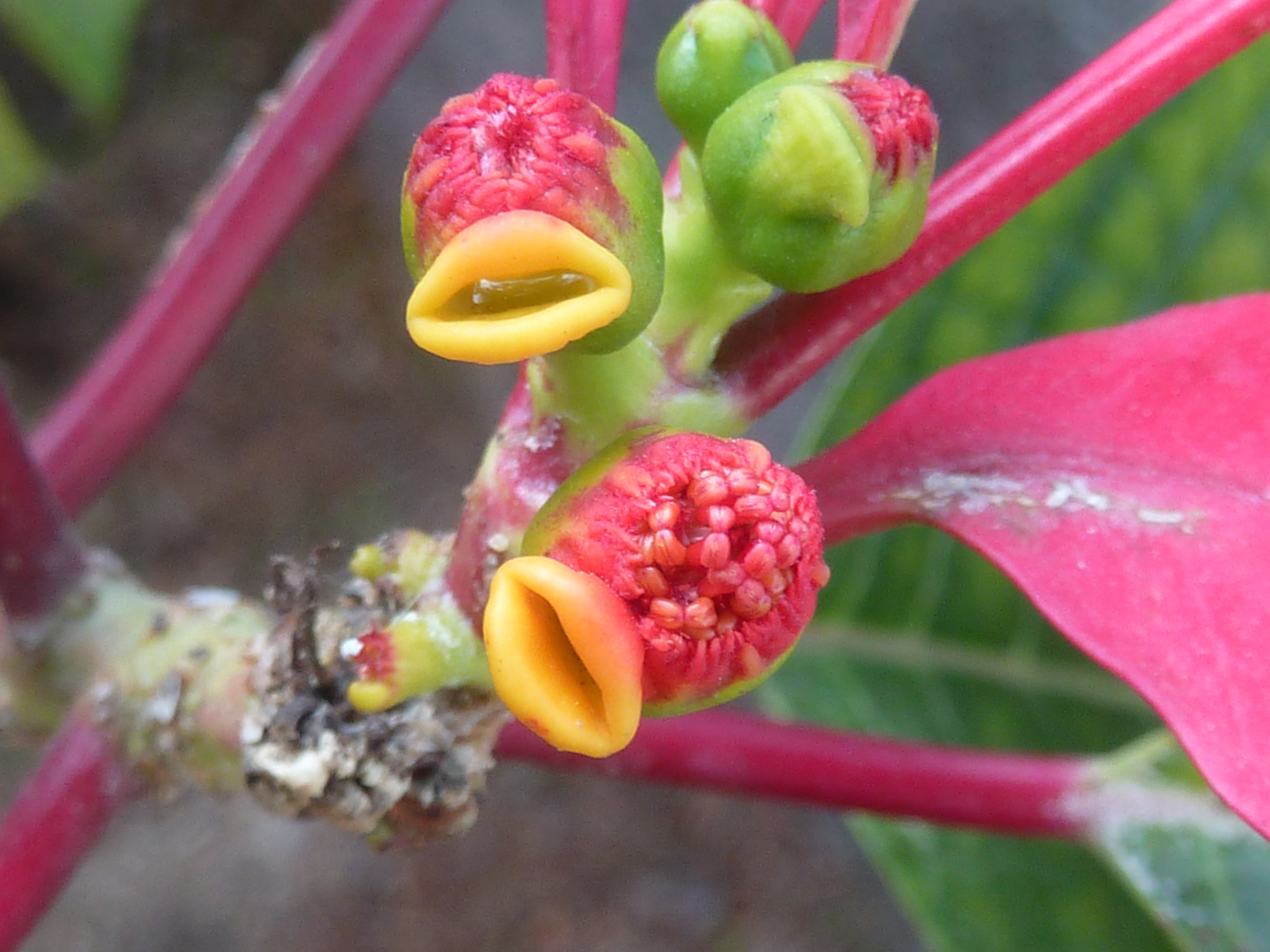
Détails de l'inflorescence.

Cette plante est photopériodique, elle fleurit lorsque les jours sont courts. Les horticulteurs maîtrisent bien le contrôle de la photopériode, ce qui leur permet de faire fleurir les plants quelle que soit la saison. Traditionnellement, elle est surtout cultivée en automne et en hiver car c'est dans ces périodes que les jours sont naturellement courts.
À l'inverse des maisons de multiplication, l'horticulteur, lui, désire l'induction florale, c'est pourquoi il lui est nécessaire d'obscurcir les premières séries (arrivage en juin, obscurcissement en septembre-octobre). Cette espèce exige un obscurcissement d'une quinzaine d'heures par nuit (de 17h à 8h par exemple).
La technique de base est simple : on tend des câbles au-dessus des tablettes de culture sur lesquelles on fait glisser des bâches noires ; les grosses unités de production disposent d'appareillages motorisés reliés à l'ordinateur climatique.
Un obscurcissement très hâtif peut être pratiqué pour obtenir de très petits plants.

### Température
Euphorbia pulcherrima est très sensible aux écarts de température et notamment aux courants d'air. La température sera de 19-20 °C en début de culture et de 17-18 °C en fin de culture. Les nouveaux cultivars sont adaptés à des températures de 2 à 3 °C plus basses, ce qui en plus améliore leur épanouissement et permet des économies de chauffage.
| Stade végétatif           | Température de jour | Température de nuit |
| ------------------------- | ------------------- | ------------------- |
| Enracinement et bouturage | 24 °C               | 21 °C               |
| Développement végétatif   | 20 °C               | 18 °C               |
| Initiation florale        | 19 °C               | 17 °C               |

### Régulateur de croissance
Le régulateur de croissance permet de limiter l'allongement excessif de certains cultivars (surtout les anciennes variétés) et une meilleure ramification (en réduisant les entre-nœuds, on obtient une plante compacte possédant des ramifications solides). Le nombre d'applications est variable : une à deux fois pour les cultivars récents (une fois pour Peterstar, deux fois pour Cortez), ce qui est bien inférieur à la variété Angelica qui n'est plus guère exploitée ; elle nécessitait de trois à quatre passages à des concentrations bien supérieures à aujourd'hui. On utilise actuellement le produit Cycocel C5 (chlorméquat chlorure + chlorure de choline, produit très efficace mais pas homologué en cultures ornementales ; d'autres produits tels que BONZĪ ou le Topflor existent mais leur forte persistance d'action en fait des produits peu adaptés à cette espèce) à une concentration de 75 cm³ par litre en vaporisation.

### Substrat
Le substrat nécessite un terreau léger composé, par exemple, de 85 % de tourbe blonde et de 15 % de perlite et enrichi en engrais à raison d'1 kg/m³. Son pH doit être compris entre 6,0 et 6,5.

### Pincement
Une semaine après l'empotage, on pince au-dessus de la cinquième feuille afin d'obtenir trois à six rameaux.

### Distançage
Pour économiser de la place et pour obtenir des plants de forme régulière, on ne place pas les plantes dès le début de la culture à leur espacement définitif.
La densité initiale est au touche-touche durant 4 à 5 semaines. La densité finale est de 7 à 10 pieds par m² pour des plantes en pots de 14 cm de diamètre. Un à trois distançages sont pratiqués généralement en cours de culture pour éviter tout risque d'étiolement ou de jaunissement des feuilles de la base ainsi que pour limiter les problèmes sanitaires, notamment le botrytis.

### Ravageurs fréquents
- Les aleurodes (Bemisia tabaci et Trialeurodes vaporariorum) dont Encarsia formosa sont un auxiliaire parasitoïde.
- L'acarien Tetranychus urticae.

### Traitement

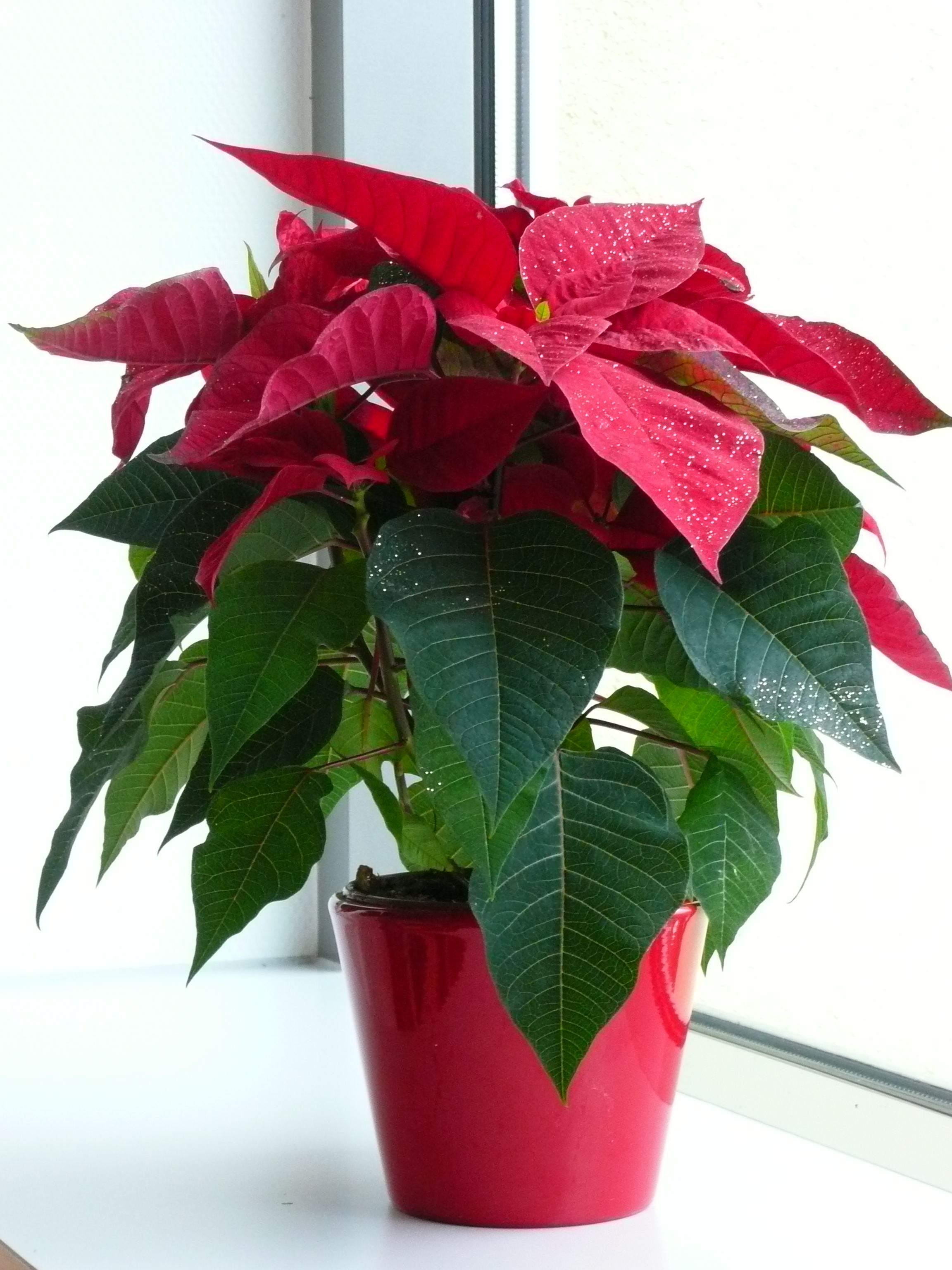
Culture en pot.

À moins de recourir à la lutte biologique, ou d'être dans une zone non touchée par les différents prédateurs, il est nécessaire de pratiquer certains traitements. On citera ici à titre indicatif certains produits phytosanitaires, mais d'autres produits peuvent être utilisés. En raison de leur impact préjudiciable sur l'environnement, il est toutefois nécessaire de s'interroger sur la réelle nécessité du traitement.
- le sanmite : on peut se le procurer chez un revendeur français sous le nom commercial nexter, mais sa concentration en pyridabène est de 200 grammes par litre. C'est un acaricide agissant par contact sur les formes mobiles : larves à tous les stades et adultes. Il contient 150 grammes au litre de pyridabène. Pour optimiser le traitement, on peut utiliser un UBV (ultra bas volume) qui est un appareil qui diffuse sous forme de brouillard le produit de traitement. Il faut mettre dans la réserve la dose pour 100 litres, dans ce cas 120 ml, mais n'y ajouter qu'un seul litre d'eau. La machine propulsera le liquide sous forme de brouillard. Cette machine fonctionne de nuit grâce à son horloge, ce qui, étant donné la toxicité d'une telle concentration, est un avantage non négligeable. Le sanmite sert principalement contre les acariens (Tetranychus urticae).
- D'autres produits sont parfois utilisés tel que le bénalate, le prévicur et le fongaride contre les Pythium et les Thievalopsis ou le rovral contre les Rhizoctomia et les Botrytis. Mais ces traitements ne s'avèrent nécessaires que si le terreau est trop lourd ; il est souvent plus économique (et plus écologique), si le terreau est assez léger, de brûler un ou deux pieds par an plutôt que d'utiliser de tels produits.

## Synonymes
- Poinsettia pulcherrima (Willd. ex Klotzsch) Graham

On remarquera que le basionyme de cette espèce est le nom actuel de la plante, c'est-à-dire Euphorbia pulcherrima. La plante a été appelée Euphorbia pulcherrima avant de prendre le nom de Poinsettia pulcherrima pour finalement reprendre son nom initial de Euphorbia pulcherrima.
- Pleuradenia coccinea Raf.
- Euphorbia coccinea Willd. ex Boiss.
- Euphorbia poinsettiana Buist ex Giah.
- Euphorbia erythrophylla Bertol.
- Euphorbia diversifolia Willd. ex Boiss.
- Euphorbia lutea Alam. ex Boiss.
- Euphorbia fastuosa Sessé & Moç.